# K-팝 최강 서바이벌
《K-팝 최강 서바이벌》은 2012년 3월 19일부터 2012년 5월 1일까지 방영된 채널 A 월화 드라마로 한국 최고의 아이돌 그룹 M2의 새로운 멤버가 되기 위해 고군분투하는 연습생 8인의 꿈과 사랑, 우정을 그렸다.
이 드라마는 본래 16부작으로 기획되었으나 방송 내내 1%를 넘지 못하는 저조한 시청률을 기록해 2회를 축소하여 14부작으로 조기 종영하였다.

## 등장 인물

### 주요 인물
- 고은아 : 지승연 역
- 박유환 : 강우현 역
- 곽용환 : 권지우 역

### 그 외 인물
- 홍경민 : 장 대표 역
- 박효주 : 한 팀장 역
- 송세현 : 김현승 역
- 송민호 : 박기범 역
- 맹세창 : 태권 역
- 조윤우 : 동우 역
- 진혁 : 윤재아 역
- 케빈 : 창민 역
- 알리 : 박 선생 역
- 김은정 : 오인영 역
- 이상준 : 장석 역
- 신서경 : 이순연 역
- 김영옥 : 지우 할머니 역

### 특별출연
- 전재형 : 우현 매니저 역

## 시청률
| 2012년 | 2012년   | 2012년         |
| 회차   | 방송일   | AGB닐슨 시청률 |
| ------ | -------- | -------------- |
| 제1회  | 3월 19일 | 0.229%         |
| 제2회  | 3월 20일 | 0.200%         |
| 제3회  | 3월 26일 | 0.264%         |
| 제4회  | 3월 27일 | 0.314%         |
| 제5회  | 4월 2일  | 0.264%         |
| 제6회  | 4월 3일  | 0.286%         |
| 제7회  | 4월 9일  | 0.178%         |
| 제8회  | 4월 10일 | 0.388%         |
| 제9회  | 4월 16일 | 0.384%         |
| 제10회 | 4월 17일 | 0.368%         |
| 제11회 | 4월 23일 | 0.307%         |
| 제12회 | 4월 24일 | 0.251%         |
| 제13회 | 4월 30일 | 0.350%         |
| 제14회 | 5월 1일  | 0.217%         |